# Avogadro-Konstante
Die Avogadro-Konstante {\displaystyle N_{\text{A}}} gibt an, wie viele Teilchen (z. B. Atome eines Elements oder Moleküle einer chemischen Verbindung) in einem Mol enthalten sind. Sie ist nach Amedeo Avogadro benannt. Der Wert der Avogadro-Konstante beträgt
{\displaystyle N_{\mathrm {A} }=6{,}022\,140\,76\cdot 10^{23}\,\,\mathrm {mol} ^{-1}\,\,},
also gut 602 Trilliarden Teilchen pro Mol. Allgemein gilt
{\displaystyle N=n\cdot N_{\mathrm {A} }\,\,},
wobei {\displaystyle N} die Anzahl der Teilchen und {\displaystyle n} die Stoffmenge ist.
Die einheitenlose Zahl 6.02214076e23 nennt man die Avogadro-Zahl. Sie wurde im Rahmen der Revision des Internationalen Einheitensystems 2019 auf diesen Wert festgelegt und definiert seitdem die Maßeinheit „Mol“. Die Zahl wurde so gewählt, dass 1 mol Teilchen mit einer Masse von je X atomaren Masseneinheiten (u) insgesamt möglichst genau die Masse X Gramm (g) haben.
Bis 2019 war das Mol über die mikroskopische und die makroskopische Massenskala definiert: die Stoffmenge einer Gesamtmasse X g von Teilchen der Teilchenmasse X u war als 1 mol festgelegt. Die Avogadro-Konstante war als Zahl der Teilchen in 1 mol definiert und somit eine experimentell zu ermittelnde Naturkonstante.

## Historisches und Bezeichnung
Die Avogadro-Konstante hat eine große historische Bedeutung für den Nachweis, dass die Materie aus Atomen besteht. Viele Wissenschaftler betrachteten Anfang des 19. Jahrhunderts Atome als hypothetische Teilchen, deren Existenz unbewiesen sei. Die Gewissheit über ihre tatsächliche Existenz gründete schließlich auch in der Bestimmung der Avogadro-Zahl mithilfe unterschiedlicher Methoden, die alle einen übereinstimmenden Wert lieferten.
Der italienische Physiker Amedeo Avogadro erkannte bereits 1811, dass gleiche Volumina verschiedener idealer Gase bei gleichem Druck und gleicher Temperatur die gleiche Anzahl Moleküle enthalten (Avogadrosches Gesetz). Mit diesem Gesetz konnte er Messungen erklären, die zeigten, dass sich bei chemischen Reaktionen gasförmiger Stoffe das Volumenverhältnis der beteiligten Stoffe durch einfache ganze Zahlen ausdrücken lässt, formuliert als Daltonsches Gesetz der multiplen Proportionen.
Erstmals gelang es 1865 dem österreichischen Physiker und Chemiker Josef Loschmidt, die Größe von Molekülen größenordnungsmäßig zu bestimmen. Ludwig Boltzmann benannte die von Loschmidts Ergebnissen abgeleitete Anzahl der Moleküle in einem Kubikzentimeter Luft Loschmidtsche Zahl. Die Anzahl der Teilchen pro Volumen unter Normalbedingungen wird Loschmidt-Konstante (NL oder n0) genannt. Der Begriff Loschmidt-Zahl wird fälschlicherweise vor allem in älterer deutschsprachiger Literatur auch synonym zu Avogadro-Zahl verwendet.
Erst 1909, also nach dem Tod von Loschmidt und Avogadro, schlug der französische Chemiker Jean-Baptiste Perrin vor, die Anzahl der Teilchen in einem Mol als Avogadro-Zahl zu bezeichnen. Zwischen der Avogadro-Zahl im Internationalen Einheitensystem (SI) {\displaystyle {\left\{N_{\text{A}}\right\}_{\mathrm {SI} }}} und der Avogadro-Konstante {\displaystyle {N_{\text{A}}}} gilt der Zusammenhang:
{\displaystyle N_{\text{A}}=\left\{N_{\text{A}}\right\}_{\mathrm {SI} }\,{\frac {1}{\mathrm {mol} }}}

### Frühere Definition
Bis zur Neudefinition 2019 war die Avogadro-Konstante definiert als die Zahl der Teilchen in 12 Gramm des Kohlenstoff-Isotops 12C im Grundzustand und war daher ein mit einer Unsicherheit belasteter Messwert. Zudem war die Avogadro-Konstante von der Definition der Basiseinheit „Kilogramm“ abhängig.
Zur Bestimmung der Avogadro-Konstante nach dieser Definition gibt es etwa 60 unabhängige Methoden. Man kann sie u. a. aus der Oberflächenspannung verdünnter Lösungen bestimmen, wie z. B. beim Ölfleckversuch, durch den radioaktiven Zerfall oder aber auch aus der Größe von Elementarzellen eines Kristalls. Ein Präzisionsverfahren zur Bestimmung der Avogadro-Konstante ist die XRCD-Methode (englisch X-Ray Crystal Density). Sie nutzt Röntgenbeugungsversuche an Einkristallen, um die Größe der Elementarzelle und die Zahl der darin enthaltenen Atome direkt bestimmen zu können.
Der letzte vor der exakten Festlegung empfohlene CODATA-Wert 2014 betrug NA = 6.022140857(74)e23 mol−1. 2015 wurde der Wert experimentell mit 6.02214076(12)e23 mol−1 bestimmt. Dieser letztgenannte Wert wurde 2018 für die exakte Festlegung verwendet.

## Anwendungen

Der Zusammenhang zwischen Masse, Stoffmenge, Volumen und Teilchenanzahl

Die Avogadro-Konstante NA dient zur Umrechnung zwischen Größenangaben, die sich auf Teilchenzahlen beziehen, und solchen, die sich auf Stoffmengen beziehen.
{\displaystyle N=N_{\text{A}}\cdot n}
{\displaystyle N\colon } Teilchenanzahl
{\displaystyle n\colon } Stoffmenge
Zusammenhänge mit anderen Konstanten:
- {\displaystyle R=N_{\text{A}}\cdot k_{\text{B}}}

{\displaystyle R\colon } Universelle Gaskonstante
{\displaystyle k_{\text{B}}\colon } Boltzmann-Konstante
- {\displaystyle F=N_{\text{A}}\cdot e}

{\displaystyle F\colon } Faraday-Konstante
{\displaystyle e\colon } Elementarladung
- {\displaystyle M=N_{\text{A}}\cdot m_{\text{a}}}

{\displaystyle M\colon } Molare Masse
{\displaystyle m_{\text{a}}\colon } Atommasse